# Safi al-Din al-Urmawi
Safi al-Din al-Urmawi (in persiano صفی الدین الاورموی‎; Urmia, 1216 circa – Baghdad, 1294) è stato un musicista e teorico della musica persiano.

## Biografia
Studiò a Baghdad lingua araba, letteratura, storia e calligrafia e fu nominato copista presso la libreria fondata dal califfo al-Musta'sim. Fu maestro dei calligrafi Yaqut al-Musta'simi e Shams Al-Din Ahmed Al-Suhrawardi e venne nominato cancelliere di Baghdad (dīwān al -ins̲h̲a'). Avendo studiato diritto sciita e diritto comparato, fu impiegato anche come funzionario legale del califfo, fino alla presa del potere da parte di Nasir al-Din al-Tusi.
I principali mecenati che incoraggiarono la sua carriera di musicista furono Shams al-Din Juvayni e suo figlio Sharaf al-Din Harun Juvayni. Dopo la loro morte, al-Urmawi cadde in miseria e morì a Baghdad praticamente dimenticato.

## Lo stile e le opere
Le due opere principali di al-Urmawi furono il Kitāb al-Adwār e il Risāla al-S̲h̲arafiyya fī l-nisab al-taʾlīfiyya. Il primo, scritto ai tempi dell'impiego di copista alla biblioteca di al-Musta'sim, è la prima opera sopravvissuta sulla teoria musicale scientifica dopo gli scritti sulla musica di Avicenna ed è fondamentale per lo studio della musica persiana e irachena, in particolare riguardo alla nascita del liuto a cinque corde, alla divisione dell'ottava in 17 intervalli, alla nomenclatura completa e alla definizione delle graduazioni che costituiscono il sistema dei dodici makam e dei sei modi avaz. Per secoli restò il trattato musicale più noto e vantò diverse trascrizioni e traduzioni.
Il secondo libro invece venne scritto attorno al 1267 e fu dedicato all'allievo e poi mecenate di al-Urmawi Sharaf al-Din Harun Juvayni. Si tratta di un libro molto simile al precedente ma ispirato maggiormente alla teoria musicale greca. A differenza della sua prima opera, vengono riportati e discussi gli insegnamenti del suo celebre predecessore Al-Farabi. Godette di meno popolarità rispetto al Kitāb, nonostante fosse più approfondita, tuttavia venne menzionata abbondantemente da Qotb al-Din Shirazi (in maniera negativa) e da 'Abd ul-Qadir Marâghî (in maniera positiva).
Le sue composizioni rievocano gli stili ṣawt, ḳawl e nawba. Queste furono eseguite dal noto musicista Kutayla alle corti di Mardin e del Cairo. Altri che contribuirono alla diffusione delle sue opere furono i suoi allievi Ḏj̲amal al-dīn al-Wāsitī e Niẓam al-dīn b. al-Ḥakim, in particolare in Persia, Siria ed Egitto. Lo storico Ibn Fadlallah al-Umari menziona alcuni brani di al-Urmawi come esempi di modi e metri musicali.
L'opera persiana Kanz al-Tuḥaf gli attribuisce l'invenzione del nuzha e del mugni, due strumenti musicali a quattro corde. Ciò nonostante, l'informazione non viene menzionata dal teorico musicale 'Abd ul-Qadir Marâghî, che dedicò ampio spazio al Kitāb al-Adwār di al-Urmawi.